# 조중서
조중서(曺仲瑞, 1915년 ∼ 1973년)는 대한민국의 정치인이다.

## 생애
해공 신익희 측에서 활동하였고 대한민국 정부수립후에는 민주당 등에서 정당활동을 하다 5·16 군사정변 이후 국가재건최고회의가 제정한 정치활동정화법에 의하여 정치활동이 금지되었다. 이 기간중에도 신민당과 제휴하여 3선개헌반대를 위하여 개헌반대범국민투쟁위원회를 구성하여 활동하였다.
1969년 시효만료로 해금되자 1970년 민주통일국민회의 발기준비위원과 국민당의 창당에 관여하여 1971년 재정위원회 위원장, 정무위원, 정무위원회 부의장 등을 지내다가 1972년 총재를 역임하였다.

## 조중서를 연기한 배우들
- 유태술 - 야인시대 (SBS 드라마 2003년)